# 夏克强
夏克强（1940年1月—），男，浙江嘉兴人，中华人民共和国政治人物，曾任上海市人民政府副秘书长、副市长，上海机场（集团）有限公司党委书记、董事长。